# Operaelskeren
Operaelskeren er en roman fra 1966 skrevet af Klaus Rifbjerg.
Den handler om det stabile familiemenneske Helmer Franck, der under en kongres i Oslo indleder et kærlighedsforhold til operasangeren Mira Hjelm. Som professor har Helmer Franck ikke tillid til den del af verden, som ikke direkte kan registreres, måles og vejes. Men efter Mira Hjelm træder ind i hans tilværelse, forvirres hans hjerne under presset af de indre kræfter, som ikke længere lader sig kontrollere.
| Bog | Spire Denne artikel om bøger og tidsskrifter er en spire som bør udbygges. Du er velkommen til at hjælpe Wikipedia ved at udvide den. |